# Specimen
Specimen – w bibliotekarstwie jest to pojedynczy zeszyt wydawnictwa, poświęcony w całości jednemu tematowi, który ze względu na swoją wyjątkową specyficzną zawartość może stanowić samodzielną jednostkę bibliograficzną i być skatalogowany jako oddzielna jednostka katalogowa. Może to być np. zeszyt specjalny, lub zeszyt próbny.